# Universidad Federal de Kazán
La Universidad Federal de Kazán (región del Volga) (en ruso: Казанский (Приволжский) федеральный университет; en tártaro: Казан (Идел Буе) дәүләт университеты (Qazan dəwlət universitetı)) es una institución de enseñanza superior situada en Kazán, en la República de Tartaristán, Rusia y la principal universidad pública de la ciudad. Fue fundada en 1804 con el nombre de Universidad Imperial de Kazán.
La Universidad de Kazán es la segunda más antigua de las actuales universidades rusas. El famoso matemático Nikolái Lobachevski fue rector desde 1827 hasta 1846. En 1925, la universidad fue renombrada en honor a uno de sus más notables alumnos, Vladímir Ilyich Ulyánov (Lenin). La Universidad de Kazán es conocida como "el nacimiento de la química orgánica" debido a los trabajos de Aleksandr Bútlerov, Vladímir Markóvnikov, Aleksandr Arbúzov, y el origen de la resonancia paramagnética electrónica debido al trabajo de Yevgueni Zavoiski.
La parte más antigua del edificio de la Universidad de Kazán incluye tres portales clásicos junto con una fachada blanca de la construcción original de 1822. En este edificio también se incluye el gimnasio y la residencia privada del príncipe Ténishev, que fue concedida a la universidad en el año de su fundación. Desde 1832 hasta 1841, el arquitecto M. Korinfsky construyó el resto de los edificios: el Teatro de Anatomía, la Biblioteca, los laboratorios de física y química y el observatorio, que completaban el complejo universitario con un estilo neo-clásico. El edificio de la Facultad de Química fue construido por los propios estudiantes.
El 21 de octubre de 2009, el presidente ruso Dmitri Medvédev firmó una orden ejecutiva en la que establecía una nueva Universidad Federal del Volga en las raíces de lo que era la Universidad Estatal de Kazán. Al proyecto se adhirieron la Universidad Estatal Tártara de Humanidades y Educación (TGGPU) y la Universidad Económica y Financiera Estatal de Kazán (KGFEI).

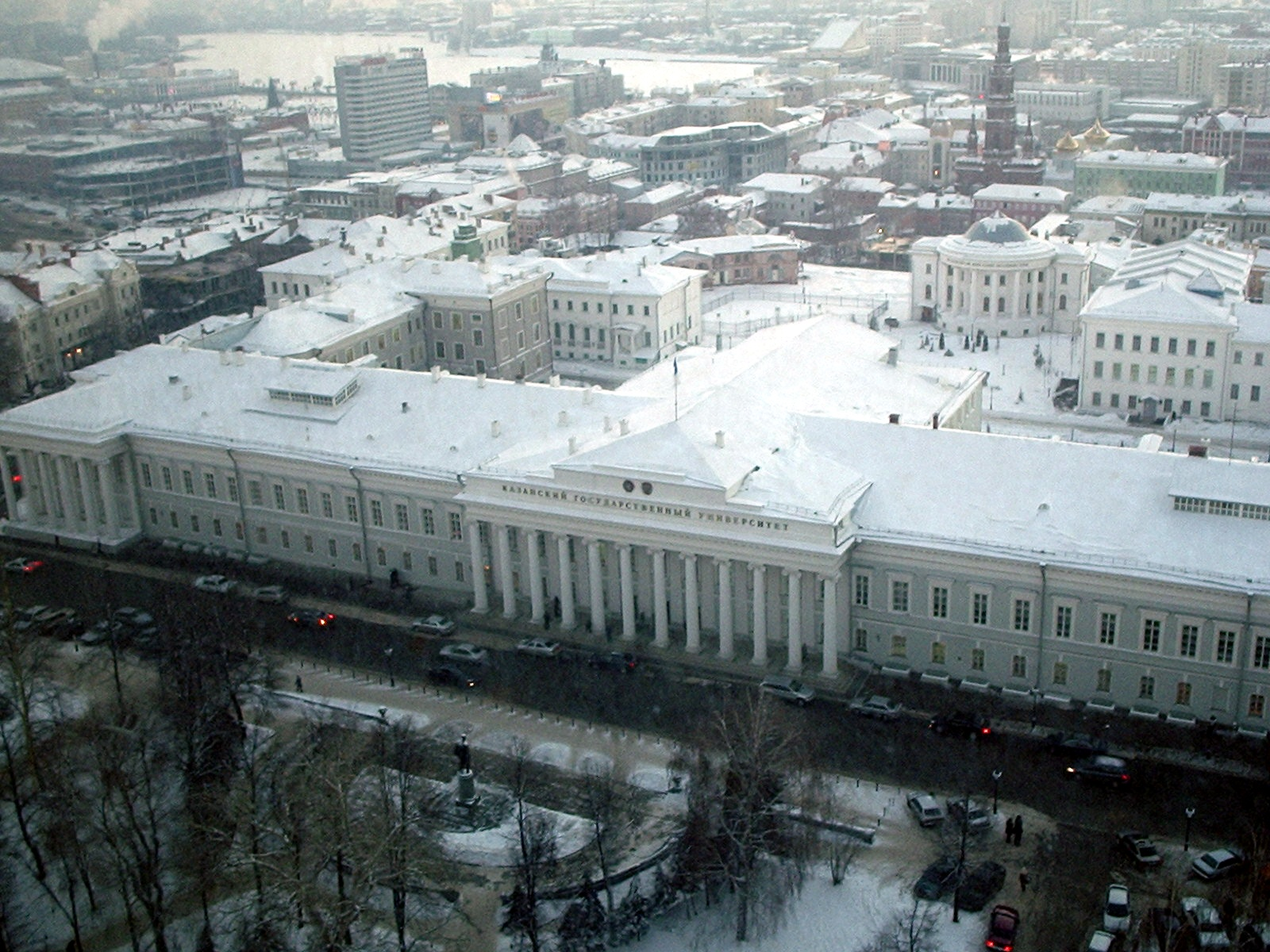
Vista aérea de la universidad.